# Ignace Quirini
Pour les articles homonymes, voir Quirini.
Ignace Antoine Joseph Quirini, né à Louvain le 17 septembre 1803 et y décédé le 22 juillet 1861, est un député belge et un professeur de droit à l'Université catholique de Louvain.

## Carrière
Après avoir été reçu docteur en droit à l'Université d'État de Louvain en 1826, il fut admis comme avocat au barreau de Louvain dont il fut deux fois élu bâtonnier.
En mars 1832 il fut l'espace d'un mois député catholique pour l'arrondissement de Louvain et le fut encore de mai 1833 à octobre 1836.
Il fut conseiller communal de Louvain de 1833 à 1850 et échevin de 1833 à 1837.

## Combat parlementaire
En tant que député de la ville de Louvain dont la prospérité à toujours dépendu de l'existence d'une université, il a défendu avec acharnement et éloquence, alors que se discutait au Parlement la loi sur l'enseignement supérieur, la proposition du grand libéral Charles Rogier qui essayant lors de la séance parlementaire du 11 août 1835 de sauver l'Université d'État et de la conserver à Louvain, proposa qu'il n'y ait plus en Belgique qu'une seule université financée par l'État et établie à Louvain. Mais ce dernier combat fut vain et cette proposition fut rejetée.
Après cet échec, pensant toujours au bien être économique de sa ville, il usa de son influence pour faire transférer l'Université catholique de Malines à Louvain.

## Professeur de droit
Lors de la création de la nouvelle Faculté de droit de l'université catholique de Louvain, il y devint professeur en 1836 et, malgré le fait qu'il était devenu aveugle, il y enseigna jusqu'à sa mort en 1861.

## Vie privée
Il était le fils de Louis Quirini et de Marie-Constance de Richterich. Il avait épousé Thérèse Pangaert.

## Publications
- Dissertatio de bonorum separatione, Louvain, 1826.
- Discours prononcé le 10 octobre 1842, sur la tombe de M. Gérard Ernst, Louvain : Van Linthout, 1842.
- Cours de droit civil, conservé sous forme de manuscrit à la Bibliothèque royale de Belgique.